# إريك كروزير
اريك كروزيّر (بالإنجليزية: Eric Crozier)‏ هو لاعب كرة قاعدة أمريكي، ولد في 11 أغسطس 1978 في كولومبوس في الولايات المتحدة.

## وصلات خارجية
- إريك كروزير على موقعبيزبول رفرنس.كوم (الدوري الرئيسي) (الإنجليزية)
- إريك كروزير على موقعبيزبول رفرنس.كوم (الدوري الثانوي) (الإنجليزية)
- إريك كروزير على موقع مشجعي الرسوم البيانية (الإنجليزية)